# Sarah Kirsch
Sarah Kirsch, nacida Ingrid Hella Irmelinde Bernstein (Limlingerode, 16 de abril de 1935 - Heide, 5 de mayo de 2013) fue una destacada poeta alemana, que trabajó también como periodista y traductora.
Licenciada en Biología, al finalizar la Segunda Guerra Mundial quedó en la zona ocupada por los soviéticos y que se convirtió en la República Democrática Alemana (RDA). Tomó el nombre de Sarah, en memoria y como protesta por el Holocausto. Estuvo casada con el también poeta alemán Rainer Kirsch, del que se divorció en 1968 y estableció su residencia en la zona oriental de Berlín. Fruto de su relación con el dramaturgo Karl Mickel, tuvo su único hijo.
Junto con otros autores, manifestó públicamente su rechazo a la expatriación del dramaturgo Wolf Biermann por haber representado una obra crítica sobre la construcción del muro de Berlín, lo que le valió la expulsión de la Asociación de Escritores de la República Democrática Alemana en 1976. Un año más tarde consiguió trasladarse a la zona occidental de Berlín, entonces República Federal de Alemania, no regresando a la RDA. En 1983 fijó su residencia definitiva en Tielenhemme.
Fue miembro del PEN Club, de la Academia Libre de las Artes de Hamburgo, profesora invitada de  las universidades de Kasselk y Fráncfort, profesora honoraria en Tielenhemme y rechazó ser miembro de la Academia de las Artes de Berlín.
Su obra está compuesta por una treintena de libros, en los que destacan sus quince libros de poesía. Por el conjunto de su obra recibió el Premio Büchner, de la Academia Alemana de la Lengua y Literatura, el Premio Petrarca, el premio de la Accademia Tedesca Roma Villa Massimo y el Premio Austriaco de Literatura Europea entre otros muchos. Su obra ha sido traducida a diversos idiomas, entre ellos el español.
José Luis Reina Palazón, Premio Nacional de Traducción, que tradujo al español Poesía reunida (2006) de la autora, señala como características de su obra la constante contemplación y crítica sobre las vivencias políticas de su época: las dos Alemanias; como otros autores germanos, su idealización del sur de Europa —en su caso en la Provenza— y su defensa de la naturaleza que considera amenazada por el hombre.
Obras traducidas: "El sol borracho", trad.: A.M. Ballesta Cervantes, Vitoria: Agruparte, 2000. "Poesía reunida", trad.: J.L. Reina Palazón, Benalmádena: E.D.A. Libros, 2006. "Reino de la tierra", México: F.C.E., 2010.